# Arthur Newell Talbot
Arthur Newell Talbot (Cortland, Illinois, 21 de outubro de 1857 – 3 de abril de 1942) foi um engenheiro civil estadunidense, considerado um pioneiro na área do concreto armado.

## Formação e carreira
Entrou na Illinois Industrial University (atual Universidade de Illinois em Urbana-Champaign) em 1877 para estudar engenharia civil, obtendo o diploma em 1881.
Em setembro de 1885 retornou para a Universidade de Illinois como professor assistente de engenharia e matemática.
Recebeu a Medalha John Fritz de 1937.